# بنبكيات
بُنْبُكِيَّات أو قروش القداس (الاسم العلمي Carcharhinidae)، فصيلة أسماك سرلودة مفترسة من رتبة القروش الأرضية. أعطانها معظم بحار العالم. واخصها بحار البلاد الحارة. أنواعها 60 و12 جنسًا